# Petr Meindlschmid
Petr Meindlschmid (* 15. ledna 2006 Uherské Hradiště) je český atlet, reprezentant ve skoku do dálky. V této disciplíně drží národní dorostenecký rekord na dráze i v hale a také juniorský rekord na dráze.
Dvakrát ovládl Evropský olympijský festival mládeže, v roce 2023 navíc obsadil 4. místo v běhu na 100 m.
Průlom mezi dospělými přišel v roce 2024, kdy na mistrovství Evropy v Římě poprvé překonal hranici 8,00 m. V novém juniorském národním rekordu 8,01 m zde postoupil do finále. Ve finále pak juniorský rekord vylepšil na 8,03 m a obsadil 7. místo.
Dlouhou dobu se rozhodoval mezi fotbalem a atletikou. Jako obránce působil v 1. FC Slovácko, odehrál dokonce několik utkání za českou reprezentaci do 16 let. Před sezónou 2024 se nakonec rozhodl pro atletiku.

## Osobní rekordy

### Dráha
- skok do dálky – 803 cm – 8. června 2024, Řím

### Hala
- skok do dálky – 770 cm – 24. ledna 2024, Otrokovice